# Härjedalen tartomány
Härjedalen Nyugat-Svédország egyik történelmi tartománya. Szomszédai Jämtland, Medelpad, Dalarna és Hälsingland tartományok, valamint Norvégia.

## Megye
A tartomány a megye déli részén helyezkedik el.

## Történelem
A legenda szerint a tartományt egy erős, törvényen kívül élő emberről nevezték el, akit Härjenek hívtak és a norvég király hatalma elől szökött el. Häerjedalen svédül Härje völgyét jelenti. A tartomány a roskildei béke csatolta Svédországhoz.

## Földrajz
Nemzeti parkok:
- Sånfjället

## Címer
A címert 1560-ban, I. Vasa Gusztáv temetésekor kapta.

## Külső hivatkozások
- Härjedalen Archiválva 2013. január 22-i dátummal a Wayback Machine-ben – Járás honlapja
- Jämtland Härjedalen Archiválva 2006. január 6-i dátummal a Wayback Machine-ben – Turista információ